# Grendelgeweer

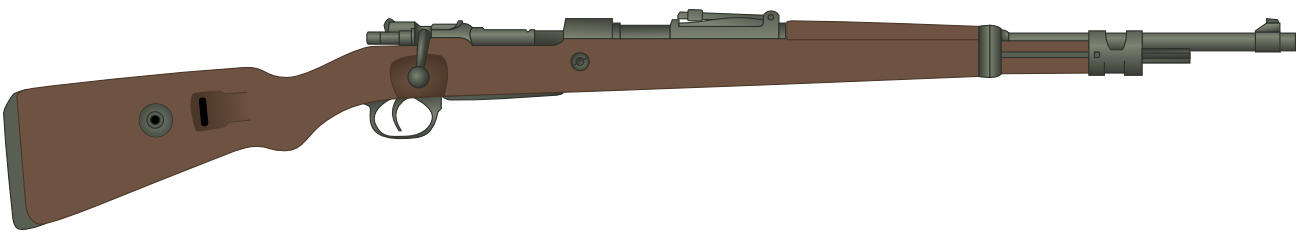
Een in de Tweede Wereldoorlog gebruikt grendelgeweer, de Mauser Karabiner 98k

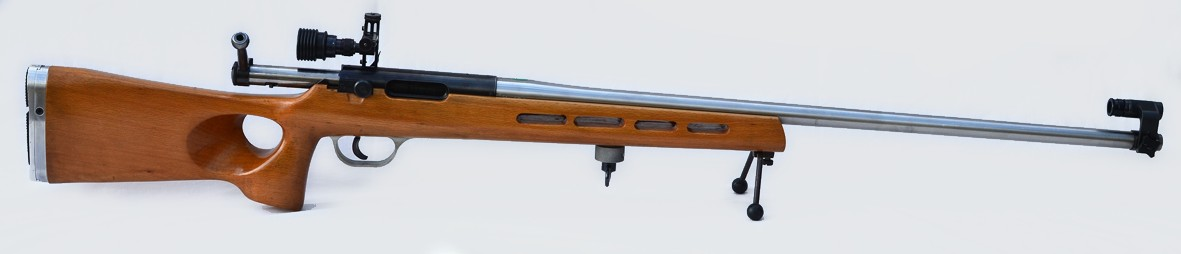
Een moderne Swing Mk4

Een grendelgeweer, grendelrepeteergeweer of bolt action is een geweer waarbij het openen en sluiten van de loop bij het herladen handmatig gebeurt, door middel van een grendel. Grofweg vanaf het jaar 2000 raakte dit systeem bij militaire wapens uit zwang. 
Veel moderne aanvalsgeweren herladen namelijk door gebruik te maken van het gas dat vrijkomt bij het afvuren van een kogel. Het voordeel hiervan is de hogere vuursnelheid. Voor de nauwkeurigheid is deze methode echter nadelig, aangezien een deel van het gas ontsnapt. Om deze reden maken scherpschutters nog vaak gebruik van grendelgeweren. Ook in de jacht op grofwild wordt om die reden meestal van grendelgeweren gebruik gemaakt.